# Vincenzo Simoncelli
Vincenzo Simoncelli (Sora, 22 luglio 1860 – Frascati, 9 settembre 1917) è stato un giurista, politico e filantropo italiano.

## Biografia

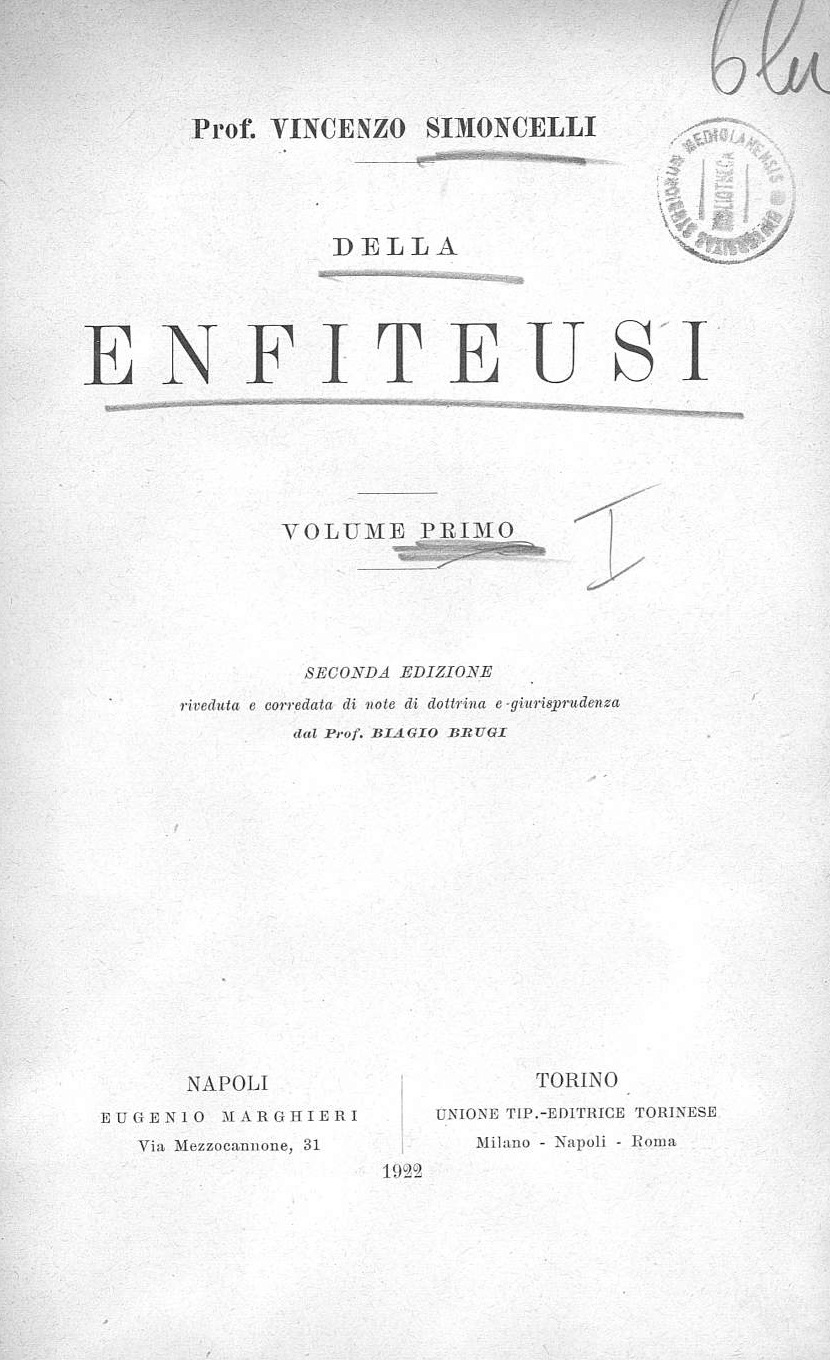
Della enfiteusi, edizione del 1922

Allievo di Emanuele Gianturco, Vincenzo Simoncelli fu professore di Diritto civile dapprima all'Università degli Studi di Camerino, nel 1887, quindi alla scuola superiore agraria di Portici. Nel 1893 sostituì Francesco Ruffini nella cattedra di Diritto civile e Diritto ecclesiastico presso l'Università degli Studi di Pavia. Lasciata Pavia nel 1900, ottenne la cattedra nei medesimi insegnamenti presso la Sapienza - Università di Roma, dove rimarrà fino alla precoce scomparsa. I numerosi studi pubblicati,  prevalentemente dedicati alle discipline oggetto dei suoi insegnamenti, ne testimoniano efficacemente la tempra giuridica. Svolse in molti atenei italiani le commemorazioni, per lo più pubblicate, di dotti giuristi della sua epoca.
Cattolico praticante, politicamente si collocò su posizioni conservatrici di centro, venendo eletto deputato del Regno d'Italia nel collegio di Sora dal 1909 al 1917. S'impegnò, in particolare, nel campo sociale, non disdegnando opere a carattere caritatevole, ad esempio con la fondazione nel 1899 dell'ospedale di Sora intitolato al cardinale Cesare Baronio (oggi "Santissima Trinità") e prodigandosi per i soccorsi alle popolazioni della media Valle del Liri in seguito al terremoto della Marsica del 13 gennaio 1915. Tra il 1910 e il 1914, proseguendo l'iniziativa di Alfonso Visocchi, e con la collaborazione di Vincenzo Mazzenga, cercò di far realizzare la ferrovia Cassino-Atina-Sora.
Fu molto legato al glottologo Clemente Merlo che nel 1920 dedicò alla sua memoria il saggio "Fonologia del dialetto di Sora", affermando che il libro era stato "voluto da lui, scritto per lui".
A suo nome sono intitolati il Viale lungo il fiume Liri, il Liceo classico, la Sala conferenze del civico  Museo della Media Valle del Liri di Sora, mentre presso il parco pubblico della "villa comunale" di Sora è esposto il busto in bronzo dell'artista e scultore sorano Pasquale Fosca.

## Opere
- La destinazione del padre di famiglia come titolo costitutivo di servitù prediali, Pierro, Napoli 1886.
- L'enfiteusi, Agnelli, Milano 1888.
  -  Della Enfiteusi, Napoli - Torino, Eugenio Marghieri e Unione TIP.-Edit. Torinese, 1910.
  -  Della enfiteusi, vol. 1, Napoli, Marghieri, 1922.
- Se l'enfiteuta alienante resti obbligato al canone, Civelli, Roma 1889.
- Trattato delle locazioni de' predi urbani e rustici, Carabba, Lanciano 1892.
- Corso di diritto civile: diritto successorio, Bruni, Pavia 1896.
- Sui Legati di culto, Lapi, Città di Castello 1898.
- Corso di diritto civile: trascrizioni, privilegi ed ipoteche, Bruni, Pavia 1898.
- La frode pia, estratto da "Pel Cinquantesimo anno d'insegnamento di Enrico Pessina",Trani, Napoli 1899.
- Ancora sui Legati di culto, Lapi, Città di Castello 1900.
- Le obbligazioni nel diritto civile italiano, Bruni, Pavia 1900.
- Lezioni di procedura civile, Casetti, Roma 1901.
- Dei diritti dell'enfiteuta e del conduttore che non trascrissero i loro titoli sulle migliorie apportate al fondo nei rapporti coi terzi, Lapi, Città di Castello 1900.
- Lezioni diritto giudiziario, Tip. Genio civile, Roma 1902.
- Il decreto reale e il potere giudiziario, Lapi, Città di Castello 1902.
- Se i frutti dei demanii comunali siano imprescrittibili, Priore, Napoli 1906.
- La rappresentazione della società negli appalti delle opere pubbliche, Lapi, Città di Castello 1907.
- Lezioni di diritto ecclesiastico, Sampaolesi, Roma 1909.
- Introduzione alle scienze giuridiche e istituzioni di diritto civile, Tip. Moderna, Roma 1909.
- Servilio Marsini e l'Università degli studi di Camerino, Savini, Camerino 1912.
- Istituzioni di diritto privato italiano, Athenaeum, Spoleto-Roma 1914.